# Leucostoma peccator
Leucostoma peccator là một loài ruồi trong họ Tachinidae.